# Куркут
Курку́т — деревня в Ольхонском районе Иркутской области. Входит в Шара-Тоготское муниципальное образование.

## География
Расположена к северо-востоку — в 11 км от центра сельского поселения, села Шара-Тогот, и в 43 км от районного центра, села Еланцы, на берегу Куркутского залива в северо-западной части пролива Ольхонские ворота. В 5 км к юго-востоку от Куркута находится паромная переправа на остров Ольхон.

## Население
| 2002 | 2010 | 2011 | 2012 |
| ---- | ---- | ---- | ---- |
| 7    | ↗108 | →108 | ↗112 |

По данным Всероссийской переписи, в 2010 году в деревне проживало 108 человек (80 мужчин и 28 женщин).